# Donja Draguša
Donja Draguša (em cirílico: Доња Драгуша) é uma vila da Sérvia localizada no município de Blace, pertencente ao distrito de Toplica, na região de Toplica. A sua população era de 84 habitantes segundo o censo de 2011.

## Demografia
| 1948 | 1953 | 1961 | 1971 | 1981 | 1991 | 2002 | 2011 |
| ---- | ---- | ---- | ---- | ---- | ---- | ---- | ---- |
| 358  | 402  | 335  | 268  | 214  | 180  | 120  | 84   |